# Front Doński
Front Doński (ros. Донской фронт) – związek operacyjno-strategiczny Armii Czerwonej o kompetencjach administracyjnych i operacyjnych na zachodnim terytorium ZSRR, działający podczas wojny z Niemcami w czasie II wojny światowej.

## Historia
Sformowany 28 września 1942 w czasie bitwy stalingradzkiej (częściowo z Frontu Stalingradzkiego. Dowódca gen. por. K. Rokossowski (od 15 stycznia 1943 gen. płk). 
Rozwinął się na linii: Pawłowsk–Wierchni Mamon–Wiereszenka–Serafimowicz–Kletska–Sirotinska–Samofałowka–Jerzowka, przeciw 3 Armii rumuńskiej, 4 armii włoskiej oraz części niemieckiej Grupy Armii "B". Do 18 listopada prowadził walki obronne. 19–30 listopada wraz z Frontem Południowo-Zachodnim i Stalingradzkim brał udział w okrążeniu 6. Armii niemieckiej pod Stalingradem (obecnie Wołgograd).
Od 10 stycznia do 2 lutego 1943 prowadził operację likwidacji 6 Armii niemieckiej. Po zakończeniu likwidacji 6 Armii przemianowany na Front Centralny.

## Skład Frontu
- 21 Armia
- 24 Armia
- 57 Armia[1]
- 62 Armia[1]
- 64 Armia
- 65 Armia
- 66 Armia
- 16 Armia Lotnicza.